# Benedetto da Fiesole
Benedetto da Fiesole, noto anche come Benedetto del Mugello (Vicchio, ... – 1448), è stato un miniatore e pittore italiano.

## Biografia
Benedetto era nato a Vicchio, nel Mugello, era probabilmente un fratello minore del Beato Angelico, e con lui entrò nel convento di San Domenico a Fiesole, nel 1407, prendendo il nome di Frater Benedictus, con il quale viene di solito conosciuto. Nei tre anni prima della  morte, avvenuta nel 1448, ricoprì l'incarico di priore di quel convento. Era un miniaturista di talento. Realizzò i libri corali della Basilica di San Marco a Firenze, e anche i libri del convento di San Domenico di Fiesole. Dovrebbe anche aver assistito Fra Angelico nella realizzazione dei suoi affreschi a San Marco.